# Lycosa grahami
Lycosa grahami là một loài nhện trong họ Lycosidae.
Loài này thuộc chi Lycosa. Lycosa grahami được Irving Fox miêu tả năm 1935.